# 蒂米什瓦拉尤利烏斯城
蒂米什瓦拉尤利烏斯城（Iulius Town Timișoara），原名尤利烏斯購物中心，是羅馬尼亞蒂米什瓦拉的購物中心，於2005年10月20日開幕。竣工時，它是蒂米什瓦拉的第一家購物中心。

## 外部連結
维基共享资源上的相關多媒體資源：蒂米什瓦拉尤利烏斯城
- 官方網站 （页面存档备份，存于）

45°46′05″N 21°13′44″E / 45.76794°N 21.22889°E